# Barry Alexander Brown
Barry Alexander Brown (Warrington, Cheshire, 28 de noviembre de 1960) es un director y editor de cine estadounidense nacido en Inglaterra.

## Carrera
Como editor, es más conocido por sus frecuentes colaboraciones con el director de cine Spike Lee, editando algunas de sus películas más conocidas como Do the Right Thing (1989), Malcolm X (1992), He Got Game (1998), 25th Hour (2002), Inside Man (2006) y BlacKkKlansman (2018). Su desempeño en esta última le valió una nominación al Premio de la Academia al Mejor Montaje en 2019.
Como director de cine, Brown codirigió el documental The War at Home (1979), por el que fue nominado al Oscar al Mejor Largometraje Documental. Otros de sus créditos en la dirección incluyen Tommy, the Amazing Journey (1993), una película documental sobre el álbum Tommy de The Who, y los largometrajes Winning Girls Through Psychic Mind Control (2002), protagonizado por Bronson Pinchot y Son of the South (2020). Brown también ha editado vídeos musicales para Michael Jackson, Prince, Stevie Wonder, Public Enemy y Arrested Development.
Ha sido profesor asociado de Estudios Cinematográficos en la Universidad de Columbia.

## Filmografía
- 2020 - Son of the South
- 2013 - Yoga with Jean Koerner
- 2010 - Sidewalk
- 2008 - Last Looks
- 2003 - Straight No Chaser (corto)
- 2002 - Winning Girls Through Psychic Mind Control
- 1993 - The Who's Tommy, the Amazing Journey
- 1990 - Lonely in America
- 1979 - The War at Home

## Premios y distinciones
Premios Óscar
| Año  | Categoría              | Trabajo nominado | Resultado |
| ---- | ---------------------- | ---------------- | --------- |
| 1980 | Mejor documental largo | The War at Home  | Nominado  |
| 2019 | Mejor montaje          | BlacKkKlansman   | Nominado  |